# Anarhism mistic
Anarhismul mistic (rusă Мистический анархизм) a fost un curent care s-a manifestat în cadrul mișcării simboliste ruse cu precădere în intervalul 1906 - 1908. Curentul a fost creat și popularizat de Georgi Ciulkov. În 1906, Ciulkov a edited revista Факелы („Făclii”), o antologie de scrieri simboliste, care era însoțită de un apel către scriitorii ruși să abandoneze simbolismul și decadența, înaintând spre o „nouă experiență mistică.”

## Lectură suplimenrară
- Bernice Glatzer Rosenthal. "The Transmutation of the Symbolist Ethos: Mystical Anarchism and the Revolution of 1905" în Slavic Review 36, Nr. 4 (decembrie 1977), pp. 608–627.